# Jazz-Nekrolog 2008

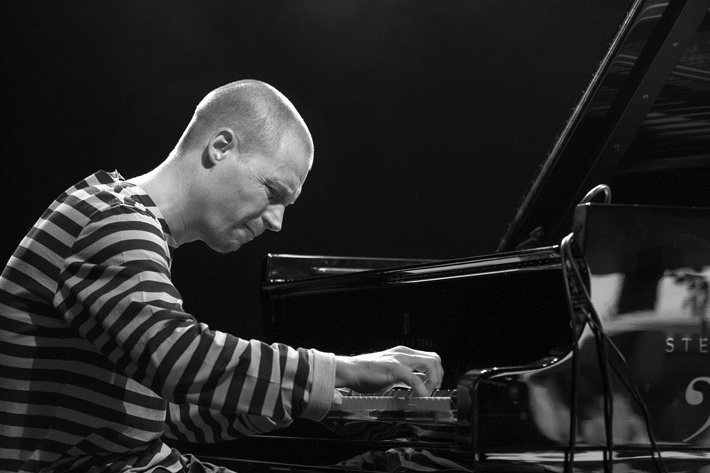
Esbjörn Svensson
- 16. April 1964; † 14. Juni 2008

Nekrolog
◄◄
| ◄
| 2004
| 2005
| 2006
| 2007
| 2008 | 2009 | 2010 | 2011 | 2012 | ► | ►►
Weitere Ereignisse | Allgemeiner Nekrolog 2008
Die Beschreibung der verstorbenen Person sollte so kurz wie möglich gehalten sein und nur deren signifikante Tätigkeit(en) enthalten.
Neue Namen ggf. auch unter dem Geburts- und Sterbedatum, also etwa unter 1. Januar und im Geburts- und Sterbejahr (2024) eintragen (nur bei entsprechender großer Wichtigkeit). Für Beispiele siehe die schon vorhandenen Artikel.
Außerdem über die fünf zuletzt Verstorbenen, zu denen es einen ausreichend guten Artikel für eine Präsentation auf der Hauptseite gibt, nach der todesbedingten Überarbeitung der Artikel ggf. auch unter Wikipedia Diskussion:Hauptseite informieren und sie am besten auch in den anderen Wikipedia-Sprachversionen eintragen. Tipp: Regelmäßig bei news.google.de nach „ist tot“, „gestorben“ oder „verstorben“ suchen.
Wenn eine Person gestorben ist, gibt es viele Seiten zu dieser Person in der Wikipedia, die davon auch betroffen sind und entsprechend aktualisiert werden müssen. Beispiele: Namenübersichtsseite, Geburtsjahr, Geburtsort-Seiten und viele mehr.
Wie finde ich die betroffenen Seiten?
Im Suchfeld auf der linken Seite gibt man den Suchbegriff so ein: „Vorname Nachname“. Dann klickt man auf Volltext und alle Seiten mit entsprechendem Suchtext werden aufgerufen. Hier sieht man dann schnell, wo auch das Todesjahr Sinn macht oder sogar ein Teil des Artikels angepasst werden muss. Auch hilft das „Werkzeug“ auf der linken Seite sehr gut, um solche Seiten aufzufinden: „Links auf diese Seite“. Somit ist die Wikipedia wieder aktuell in allen Bereichen! Hinweis: bei Eintragung der Kategorie „Gestorben JAHR“ wird der Missbrauchsfilter 49 ausgelöst, was jedoch nicht schlimm ist. Siehe: Spezial:Missbrauchsfilter/49

## 1. Quartal
| Tag         | Name                 | Herkunft/Beruf                                                 | Alter | Beleg         |
| ----------- | -------------------- | -------------------------------------------------------------- | ----- | ------------- |
| 4. Januar   | Earl May             | US-amerikanischer Bassist                                      | 80    |               |
| 4. Januar   | Irene Reid           | US-amerikanische Sängerin                                      | 77    |               |
| 5. Januar   | Paul Swain           | US-amerikanischer Saxophonist und Arrangeur                    | 96    |               |
| 9. Januar   | Jean-Claude Naude    | französischer Trompeter und Komponist                          | 74    | (PDF; 8,6 MB) |
| 11. Januar  | Pete Candoli         | US-amerikanischer Trompeter                                    | 84    |               |
| 11. Januar  | Bob Enos             | US-amerikanischer Trompeter                                    | 60    |               |
| 11. Januar  | Steve Harris         | britischer Schlagzeuger und Komponist                          | ≈59   |               |
| 14. Januar  | Pepe Torres          | spanischer Pianist und Komponist                               | ≈47   |               |
| 15. Januar  | Hugh Walker          | US-amerikanischer Schlagzeuger                                 | 65    |               |
| 16. Januar  | Marcin Małecki       | polnischer Komponist und Pianist                               | 43    |               |
| 17. Januar  | Stompie Mavi         | südafrikanischer Sänger                                        | 52    |               |
| 20. Januar  | Tommy McQuater       | britischer Trompeter                                           | 93    |               |
| 21. Januar  | Francis Clay         | US-amerikanischer Bluesmusiker                                 | ≈84   |               |
| 3. Februar  | Conrad O. Johnsson   | US-amerikanischer Musikpädagoge                                | ≈92   |               |
| 3. Februar  | Jackie Orszaczky     | ungarisch-australischer Bassgitarrist, Arrangeur und Produzent | 59    |               |
| 4. Februar  | Chris Anderson       | US-amerikanischer Pianist                                      | 81    |               |
| 7. Februar  | Sławomir Kulpowicz   | polnischer Pianist                                             | 56    |               |
| 7. Februar  | Sławomir Kulpowicz   | polnischer Pianist, Komponist und Produzent                    | 56    |               |
| 12. Februar | John Brunious        | US-amerikanischer Trompeter und Bandleader                     | 67    |               |
| 13. Februar | Henri Salvador       | französischer Sänger und Gitarrist                             | 90    |               |
| 14. Februar | Gene Allen           | US-amerikanischer Holzbläser                                   | 79    |               |
| 19. Februar | Teo Macero           | US-amerikanischer Produzent, Saxophonist und Komponist         | 82    |               |
| 21. Februar | Mel Zelnick          | US-amerikanischer Schlagzeuger                                 | 83    |               |
| 23. Februar | Stanisław Łałowski   | polnischer Pianist                                             | 53    |               |
| 26. Februar | Buddy Miles          | US-amerikanischer Schlagzeuger                                 | 60    |               |
| 1. März     | Sid Bulkin           | US-amerikanischer Schlagzeuger                                 | 83    |               |
| 2. März     | Jeff Healey          | kanadischer Sänger, Gitarrist, Trompeter und Komponist         | 41    |               |
| 10. März    | Dennis Irwin         | US-amerikanischer Bassist                                      | 56    |               |
| 13. März    | Wilfred Middlebrooks | US-amerikanischer Bassist                                      | 74    |               |
| 16. März    | Ola Brunkert         | schwedischer Schlagzeuger                                      | 61    |               |
| 16. März    | Pete Chilver         | britischer Gitarrist und Hotelier                              | 83    |               |
| 19. März    | Eivind Solberg       | norwegischer Trompeter und Journalist                          | 74    |               |
| 21. März    | Patti Bown           | US-amerikanische Pianistin und Komponistin                     | 76    |               |
| 22. März    | Israel López         | kubanisch-amerikanischer Bassist                               | 89    | [ 1 ]         |
| 25. März    | Gene Puerling        | US-amerikanischer Sänger, Arrangeur und Komponist              | 78    |               |
| 29. März    | Toto Rotblat         | argentinischer Perkussionist                                   | 38    |               |
| 29. März    | Allan Ganley         | britischer Schlagzeuger                                        | 77    | [ 2 ]         |
| 31. März    | Ossi Malinen         | finnischer Musiker und Arrangeur                               | 79    |               |

## 2. Quartal
| Tag       | Name                    | Herkunft/Beruf                                            | Alter | Beleg |
| --------- | ----------------------- | --------------------------------------------------------- | ----- | ----- |
| 6. April  | Donald Walden           | US-amerikanischer Saxophonist und Hochschullehrer         | 69    |       |
| 7. April  | Phil Urso               | US-amerikanischer Saxophonist und Komponist               | 82    |       |
| 9. April  | George Butler           | US-amerikanischer Produzent                               | 76    |       |
| 9. April  | Ozzie Cadena            | US-amerikanischer Musikproduzent                          | 83    |       |
| 12. April | Bobby Tucker            | US-amerikanischer Pianist                                 | 85    |       |
| 16. April | John Merritt Young      | US-amerikanischer Pianist                                 | ≈86   |       |
| 17. April | Danny Federici          | US-amerikanischer Akkordeonist                            | 58    |       |
| 24. April | Jimmy Giuffre           | US-amerikanischer Klarinettist, Saxophonist und Komponist | 86    |       |
| 25. April | Humphrey Lyttelton      | britischer Trompeter und Jazzautor                        | 86    |       |
| 28. April | Conny Jackel            | deutscher Schlagzeuger und Trompeter                      | 76    |       |
| 29. April | Mickey Waller           | US-amerikanischer Schlagzeuger                            | 78    |       |
| 6. Mai    | Franz Jackson           | US-amerikanischer Klarinettist und Saxophonist            | 95    |       |
| 7. Mai    | Arie Van Schutterhoef   | niederländischer Komponist und Musiker                    | ≈51   |       |
| 9. Mai    | Wayne Wright            | US-amerikanischer Gitarrist                               | 75    |       |
| 10. Mai   | Mario Schiano           | italienischer Posaunist                                   | 74    |       |
| 15. Mai   | Walt Dickerson          | US-amerikanischer Vibraphonist                            | 77    |       |
| 15. Mai   | Bob Florence            | US-amerikanischer Pianist, Arrangeur und Bandleader       | 75    |       |
| 16. Mai   | Wilfrid Mellers         | britischer Komponist und Musikwissenschaftler             | 94    |       |
| 16. Mai   | Bill Reichenbach senior | US-amerikanischer Schlagzeuger                            | 84    |       |
| 24. Mai   | Jimmy McGriff           | US-amerikanischer Organist                                | 72    |       |
| 25. Mai   | Chauncey Welsch         | US-amerikanischer Posaunist                               | 81    |       |
| 26. Mai   | Earle Hagen             | US-amerikanischer Posaunist und Komponist                 | 88    |       |
| 29. Mai   | Danny Moss              | britischer Saxophonist                                    | 80    |       |
| 30. Mai   | Campbell Burnap         | britischer Posaunist und Rundfunkmoderator                | 68    |       |
| 30. Mai   | Nat Temple              | britischer Klarinettist und Bandleader                    | 94    |       |
| 31. Mai   | Reginald Rudorf         | deutscher Jazzautor                                       | ≈79   |       |
| 1. Juni   | Yoshitaka Uematsu       | japanischer Schlagzeuger                                  | ≈58   |       |
| 3. Juni   | J. T. Meirelles         | brasilianischer Saxophonist, Flötist und Komponist        | ≈68   |       |
| 4. Juni   | Bill Finegan            | US-amerikanischer Pianist, Arrangeur und Bandleader       | 91    |       |
| 13. Juni  | Titi Winterstein        | deutscher Violinist                                       | 51    |       |
| 14. Juni  | Esbjörn Svensson        | schwedischer Pianist und Komponist                        | 44    |       |
| 17. Juni  | Roger Bell              | australischer Trompeter                                   | 89    |       |
| 28. Juni  | Giancarlo Barigozzi     | italienischer Holzbläser                                  | 78    |       |
| 28. Juni  | Ronnie Mathews          | US-amerikanischer Pianist                                 | 72    |       |
| 29. Juni  | Walter Santos           | brasilianischer Gitarrist                                 | 78    |       |

## 3. Quartal
| Tag           | Name                 | Herkunft/Beruf                                                      | Alter | Beleg        |
| ------------- | -------------------- | ------------------------------------------------------------------- | ----- | ------------ |
| Juli          | Ralph Hutchinson     | britischer Posaunist                                                | 83    |              |
| 3. Juli       | Salah Ragab          | ägyptischer Schlagzeuger und Komponist                              | 73    |              |
| 7. Juli       | Bobby Durham         | US-amerikanischer Schlagzeuger                                      | 71    |              |
| 7. Juli       | Ralph Hutchinson     | britisch-amerikanischer Posaunist                                   | 83    |              |
| 11. Juli      | Motonobu Ohde        | japanischer Gitarrist                                               | 54    |              |
| 13. Juli      | Gerry Wiggins        | US-amerikanischer Organist und Pianist                              | 86    |              |
| 15. Juli      | Derek Moore          | britischer Klarinettist                                             | 77    |              |
| 16. Juli      | Jo Stafford          | US-amerikanische Sängerin                                           | 90    |              |
| 20. Juli      | Augusto Mancinelli   | italienischer Gitarrist                                             | 54    |              |
| 20. Juli      | Ira Schulman         | US-amerikanischer Flötist, Klarinettist und Saxophonist             | 81    |              |
| 22. Juli      | Joe Beck             | US-amerikanischer Gitarrist                                         | 62    |              |
| 25. Juli      | Hiram Bullock        | US-amerikanischer Gitarrist                                         | 52    |              |
| 25. Juli      | Johnny Griffin       | US-amerikanischer Saxophonist                                       | 80    |              |
| 26. Juli      | Eric Tadla           | polnischer Pianist                                                  | 33    |              |
| 31. Juli      | Joe Cocuzzo          | US-amerikanischer Schlagzeuger und Songwriter                       | 70    |              |
| 31. Juli      | Yusuf Salim          | US-amerikanischer Pianist                                           |       | [ 3 ]        |
| 31. Juli      | Lee Young            | US-amerikanischer Schlagzeuger                                      | 94    |              |
| August        | Werner Burkhardt     | deutscher Jazzautor                                                 | ≈80   | [ 4 ]        |
| 6. August     | Joe Brazil           | US-amerikanischer Saxophonist und Flötist                           | 80    | [Joe Brazil] |
| 7. August     | Chris Calloway       | US-amerikanische Sängerin                                           | 62    |              |
| 10. August    | Frankie Tam          | US-amerikanischer Gitarrist und Bandleader                          | 93    |              |
| 12. August    | Donald Erb           | US-amerikanischer Komponist und Hochschullehrer                     | 81    |              |
| 16. August    | Randy D. Kaye        | US-amerikanischer Schlagzeuger                                      | 61    |              |
| 19. August    | Clea Bradford        | US-amerikanische Sängerin                                           | 75    |              |
| 19. August    | LeRoi Moore          | US-amerikanischer Saxophonist                                       | 46    |              |
| 23. August    | Jimmy Cleveland      | US-amerikanischer Posaunist                                         | 82    |              |
| 24. August    | Hansi Lang           | österreichischer Sänger                                             | 53    |              |
| 27. August    | Peer Wyboris         | deutscher Schlagzeuger                                              | 70    |              |
| 31. August    | Walter Stuart        | US-amerikanischer Trompeter und Arrangeur                           | 82    |              |
| 31. August    | BJ Papa              | US-amerikanischer Pianist                                           | 72    |              |
| 2. September  | Arne Domnérus        | schwedischer Klarinettist, Saxophonist, Komponist                   | 83    |              |
| 3. September  | Pierre Van Dormael   | belgischer Gitarrist                                                | 56    |              |
| 3. September  | Roman Polt           | österreichischer Trompeter und Sänger                               | ≈82   |              |
| 3. September  | Géo Voumard          | Schweizer Pianist                                                   | 87    |              |
| 9. September  | Bheki Mseleku        | südafrikanischer Gitarrist, Pianist, Saxophonist, Sänger, Komponist | 53    |              |
| 13. September | Larry Ernet          | US-amerikanischer Pianist                                           | 77    |              |
| 14. September | Christian Chevallier | französischer Pianist, Komponist und Arrangeur                      | 78    |              |
| 15. September | Staffan Abeleen      | schwedischer Pianist und Bandleader                                 | 68    |              |
| 17. September | Katsuji Abe          | japanischer Fotograf, Grafikdesigner und Autor                      | 78    |              |
| 20. September | Steve Gray           | britischer Pianist                                                  | 64    |              |
| 19. September | Dick Sudhalter       | US-amerikanischer Trompeter, Jazzautor und -forscher                | 69    |              |
| 22. September | Connie Haines        | US-amerikanische Sängerin                                           | 87    |              |
| 26. September | Marc Moulin          | belgischer Pianist und Produzent                                    | 62    |              |
| 29. September | Pat Crumly           | britischer Tenorsaxophonist                                         | 66    |              |

## 4. Quartal
| Tag          | Name                            | Herkunft/Beruf                                           | Alter | Beleg                                                |
| ------------ | ------------------------------- | -------------------------------------------------------- | ----- | ---------------------------------------------------- |
| 4. Oktober   | Al Gallodoro                    | US-amerikanischer Bandleader                             | 95    |                                                      |
| 6. Oktober   | Helio Orovio                    | kubanischer Musikwissenschaftler und Musiker             | 70    |                                                      |
| 11. Oktober  | William Claxton                 | US-amerikanischer Jazzfotograf                           | 80    |                                                      |
| 11. Oktober  | Neal Hefti                      | US-amerikanischer Trompeter, Komponist und Bandleader    | 85    |                                                      |
| 11. Oktober  | Nelson Symonds                  | kanadischer Gitarrist                                    | 75    |                                                      |
| 12. Oktober  | Evelyn Francis „Cookie“ Gabriel | US-amerikanische Sängerin                                | 73    |                                                      |
| 15. Oktober  | Edie Adams                      | US-amerikanische Schauspielerin und Sängerin             | 81    |                                                      |
| 18. Oktober  | Dave McKenna                    | US-amerikanischer Pianist                                | 78    |                                                      |
| 19. Oktober  | Andy Goodrich                   | US-amerikanischer Jazz-Saxophonist                       | 80    |                                                      |
| 19. Oktober  | Lawrence Wheatley               | US-amerikanischer Pianist                                | 73    |                                                      |
| 21. Oktober  | Peter Levinson                  | US-amerikanischer Autor                                  | 74    |                                                      |
| 24. Oktober  | Merl Saunders                   | US-amerikanischer Organist                               | 74    |                                                      |
| November     | Jozef Dodo Šošoka               | slowakische Schlagzeuger                                 | 65    |                                                      |
| 1. November  | Rosetta Reitz                   | US-amerikanische Kritikerin und Produzentin              | 84    |                                                      |
| 3. November  | Ion Prisada                     | rumänischer Saxophonist und Flötist                      | ≈79   |                                                      |
| 4. November  | Colin Dunwoodie                 | britischer Flötist, Saxophonist und Komponist            | 63    |                                                      |
| 8. November  | Mel Graves                      | US-amerikanischer Bassist, Komponist und Musikpädagoge   | 62    |                                                      |
| 16. November | Tony Reedus                     | US-amerikanischer Schlagzeuger                           | 49    |                                                      |
| 20. November | Arno Flor                       | deutscher Gitarrist und Arrangeur                        | 83    |                                                      |
| 22. November | Ñico Rojas                      | kubanischer Gitarrist und Komponist                      | 87    |                                                      |
| 27. November | Pekka Pohjola                   | finnischer Komponist                                     | 56    | hs.fi (Memento vom 31. Mai 2013 im Internet Archive) |
| 3. Dezember  | Derek Wadsworth                 | britischer Posaunist                                     | 69    |                                                      |
| 4. Dezember  | Omar Clay                       | US-amerikanischer Schlagzeuger                           |       |                                                      |
| 4. Dezember  | Frances Lynne                   | US-amerikanische Sängerin                                | 82    |                                                      |
| 5. Dezember  | Anca Parghel                    | rumänische Sängerin                                      | 51    |                                                      |
| 7. Dezember  | Jimmy Gourley                   | US-amerikanischer Gitarrist                              | 82    |                                                      |
| 10. Dezember | Klaus Weiss                     | Schlagzeuger                                             | 66    |                                                      |
| 12. Dezember | Prince Lasha                    | US-amerikanischer Saxophonist und Flötist                | 79    |                                                      |
| 19. Dezember | Page Cavanaugh                  | US-amerikanischer Pianist                                | 86    |                                                      |
| 19. Dezember | Buddy Charles                   | US-amerikanischer Pianist und Sänger                     | 81    |                                                      |
| 19. Dezember | Kenn Cox                        | US-amerikanischer Pianist, Komponist und Hochschullehrer | 68    |                                                      |
| 19. Dezember | Susan Meyer Markle              | US-amerikanische Jazzforscherin                          | 80    |                                                      |
| 22. Dezember | Kofi Ghanaba                    | ghanaischer Perkussionist                                | 85    |                                                      |
| 23. Dezember | Monty Waters                    | Saxophonist                                              | 70    |                                                      |
| 25. Dezember | Eartha Kitt                     | US-amerikanische Sängerin                                | 81    |                                                      |
| 25. Dezember | Robert Ward                     | US-amerikanischer Gitarrist und Sänger                   | 70    |                                                      |
| 28. Dezember | Kenny Mann                      | US-amerikanischer Saxophonist und Bandleader             | 81    |                                                      |
| 29. Dezember | Louis Hjulmand                  | dänischer Vibraphonist                                   | 76    |                                                      |
| 29. Dezember | Freddie Hubbard                 | US-amerikanischer Trompeter                              | 70    |                                                      |

## Datum unbekannt
| Tag             | Name                     | Herkunft/Beruf                                              | Alter | Beleg |
| --------------- | ------------------------ | ----------------------------------------------------------- | ----- | ----- |
| 2008            | Jacques Bureau           | französischer Autor und Mitbegründer des Hot Club de France | ≈94   | [ 5 ] |
| 2008            | Herbert J. „Herb“ Harris | US-amerikanischer Schlagzeuger und Perkussionist            | ≈90   |       |
| 2008            | Jules Jacob              | US-amerikanischer Jazz- und Studiomusiker                   | ≈85   |       |
| 2008            | Earl Knight              | US-amerikanischer Pianist                                   |       |       |
| 2008            | Gunnar Reynir Sveinsson  | isländischer Vibraphonist                                   | ≈75   |       |
| vor 21. Oktober | Paul Binnings            | US-amerikanischer Bassist                                   |       |       |